# Вааген, Густав Фридрих
Густав Фридрих Вааген (нем. Gustav Friedrich Waagen; 11 февраля 1794, Гамбург — 15 июля 1868, Копенгаген) — немецкий историк искусства, художественный критик, и музейный работник, первый директор Берлинской королевской картинной галереи (1830—1864).

## Биография
Густав Фридрих Вааген родился в Гамбурге в семье художника Кристиана Фридриха Генриха Ваагена (1750—1825) и Йоганны Луизы Альберти (? —1807). Мать Ваагена была дочерью гамбургского пастора Альберти, её сестра Амалия (1769—1837) в 1798 году стала женой писателя-романтика Людвига Тика. Его младший брат Карл (1800—1873) и сын Адальберт (1833—1898) также были художниками.
Г. Ф. Вааген в 1812 году начал учёбу в университете Бреслау, но в 1813 году поступил добровольцем в прусскую армию, сражавшуюся с Наполеоном. После окончания военных кампаний продолжил обучение в Бреслау, Дрездене, Гейдельберге и Мюнхене и посвятил себя философским и историческим исследованиям.

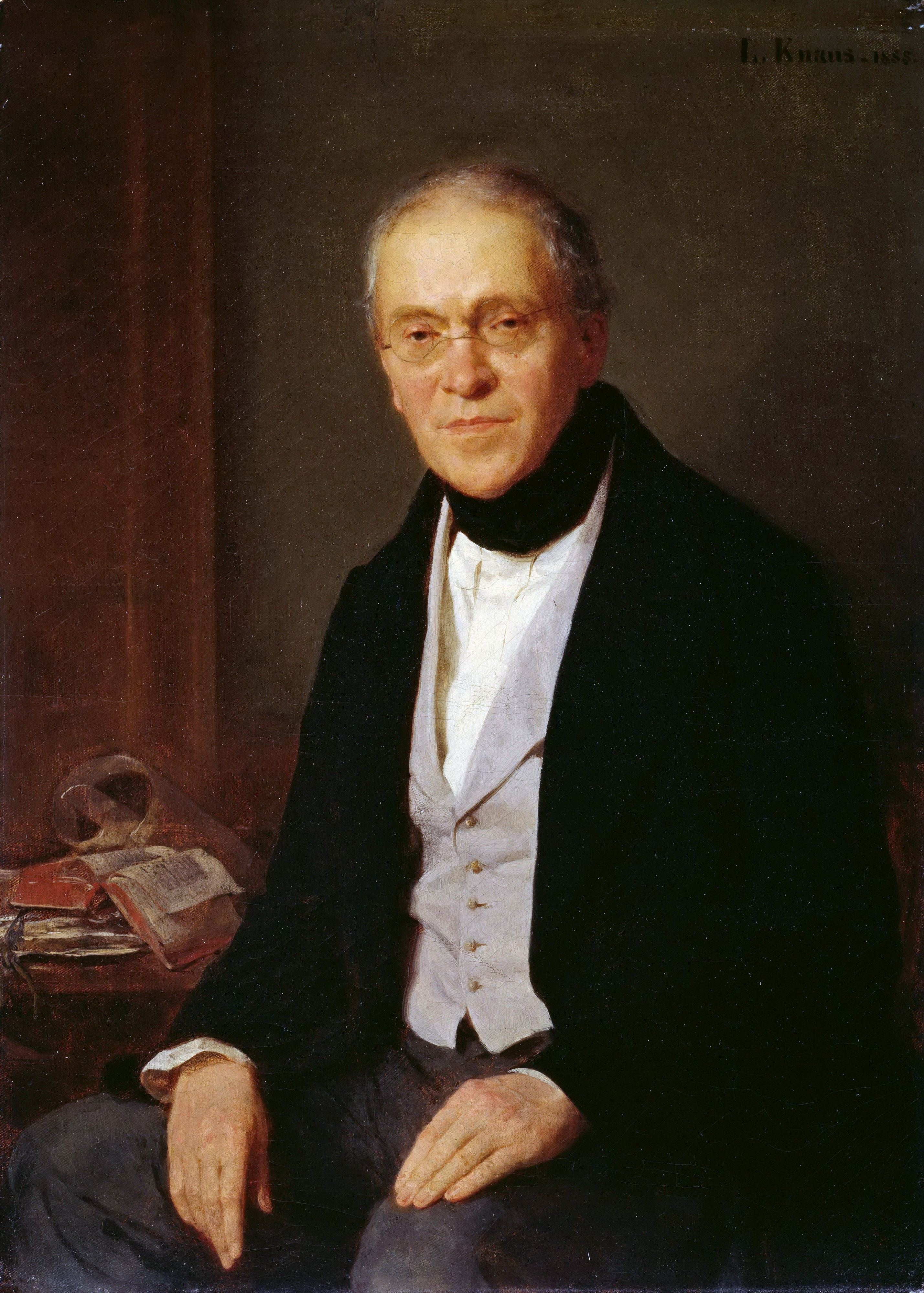
Л. Кнаус. Портрет Г. Ф. Ваагена. 1855. Холст, масло. Старая Национальная галерея, Берлин

Вааген рано обнаружил в себе страсть к изучению истории искусства. С целью ознакомления с творчеством художников фламандской школы живописи предпринял путешествие в Нидерланды; несколько лет прожил в центре германской художественной жизни — Мюнхене. Изучал картинные галереи и музеи Лондона и Берлина. Впервые обратил на себя внимание сочинением «О живописцах Губерте и Яне ван Эйках» (Бреслау, 1822). В 1821 году он был принят в члены-корреспонденты Баварской академии наук.
В 1823 году Ваагена пригласили в Берлин для помощи в создании художественного музея. В 1824 году вместе с Карлом Фридрихом Шинкелем он отправился в Италию. В 1828 году присоединился к комиссии по созданию Берлинского музея; составил каталог Картинной галереи. С 1830 по 1864 год Вааген был директором «Старого музея» в Берлине (вначале Королевской картинной галереи) — первого здания из Музейного комплекса на «Острове Музеев» (Museumsinsel) в центре прусской столицы.
После ознакомительных поездок по музеям Франции и Англии Вааген опубликовал три тома о произведениях искусства и художниках Великобритании (Берлин, 1837—1839). Опубликованы также в расширенном английском трёхтомном издании под названием «Сокровища искусства в Великобритании» (The Treasures of Art in Great Britain, 1854). Дополнительный том «Галереи и кабинеты искусства в Великобритании» (Galeries and Cabinets of Art in Great Britain) вышел в 1857 году.
«Произведения искусства и художники в Германии» (Die Kunstwerke und Künstler in Deutschland; 2 тома, Лейпциг, 1843—1845) были изданы после поездки в южную Германию. В 1841—1842 годах Вааген был занят в Италии закупками для Берлинского музея. В последующие годы он совершил поездки в Лондон (1851), Париж (1855), Манчестер (1857). В 1862 году в Штутгарте был издан «Путеводитель по немецкой и голландской школам живописи» (Handbuch der deutschen und niederländischen Malerschulen).
Вааген также описал наиболее выдающиеся памятники искусства, находящиеся в Вене (2 тома, Вена 1866—1867). Его разрозненные эссе были собраны в сборнике «Малые сочинения» (под редакцией Альфреда Вольтмана, Штутгарт, 1875).
В 1844 году Густав Генрих Вааген стал адъюнкт-профессором истории искусств в Берлинском университете.
Вааген обладал необычайной эрудицией и всесторонним знанием памятников истории искусства, сочетая обширные знания с критическим пониманием тенденций исторического развития культуры. Его книги ценны и как источник информации о частных художественных коллекциях XIX века. Даже в преклонном возрасте он много путешествовал и осматривал коллекции, такие как картинная галерея в Ольденбурге (Нижняя Саксония) осенью 1867 года.
В 1860 году по приглашению императора Александра II Вааген прибыл в Санкт-Петербург для редактирования каталога Картинной галереи Императорского Эрмитажа. Вааген провёл в российской столице несколько месяцев и приезжал вторично в следующем году. Его приезд, по словам В. Ф. Левинсона-Лессинга, «сыграл большую роль в жизни галереи», в основном в деле исправления «устарелого характера атрибуций целого ряда картин» и «во многом неудачной развески картин галереи… Научная литература по истории искусства ещё только создавалась…». Именно Вааген, используя накопленный им опыт, «положил начало научному изучению эрмитажных картин».
Результатом его изучения собрания картин Императорского Эрмитажа стала книга: «Коллекция живописи Императорского Эрмитажа в Санкт-Петербурге» (Die Gemäldesammlung in der Kaiserlichen Ermitage zu St.-Petersburg…; Мюнхен, 1864; 2-е издание: СПб., 1870). Во введении к книге, созданной в форме каталога, Вааген привёл нечто вроде критического очерка, а также заметки, посвящённые картинам Академии художеств и нескольких частных собраний. Вааген предложил просторную развеску картин вместо устаревшего «шпалерного» принципа, закрывающего полотнами все стены сверху до низу, учитывая особенный характер архитектуры дворцовых залов. Он также настоял на хронологической последовательности картин в границах каждой художественной школы и творчества конкретного мастера. Многие предложения были отвергнуты, но в основном новый план галереи был осуществлён в 1870—1871 годах и сохранялся до 1917 года.
Ваагену также было поручено произвести отбор картин для вновь созданной Картинной галереи при Румянцевском музее в Москве. Из Эрмитажа в Румянцевский музей была передана двести одна картина.
После посещения Санкт-Петербурга, Вааген осмотрел и описал картинные галереи Вены и городов Испании, потом вторично посетил Париж для отчёта о произведениях искусства на Всемирной выставке 1867 года.
Он умер 15 июля 1868 года во время путешествия по Копенгагену. Его племянниками были геолог Вильгельм Генрих Вааген (1841—1900) и баварский генерал-майор Густав Вааген (1832—1906).

## Основные сочинения
- О некоторых экспонатах в Королевском собрании египетских мумий в Мюнхене (Über einige in der Königl. Sammlung zu München befindliche egyptische Mumien). Мюнхен, 1820
- О живописцах Губерте и Яне ван Эйках" (Über die Maler Hubert und Johann Eyck). Бреслау, 1822
- Произведения искусства и художники в Англии и Париже (Kunstwerke und Künstler in England und Paris). В 3-х т., Берлин, 1837—1839
- Произведения искусства и художники в Германии" (Die Kunstwerke und Künstler in Deutschland). В 2-х т., Лейпциг, 1843—1845
- Сочинения о Рубенсе (Abhandlungen über Rubens in «Historisches Taschenbuch»). 1833
- Сокровища искусства в Великобритании" (The Treasures of Art in Great Britain). 1854
- Галереи и кабинеты искусства в Великобритании" (Galeries and Cabinets of Art in Great Britain). 1857
- О Андреа Мантенье и Луке Синьорелли (Über Andrea Mantegna und Luca Signorelli). 1850
- Сокровища искусства в Великобритании (The treasures of art in Great Britain). В 3-х т., Лондон, 1854
- Путеводитель по немецкой и голландской школам живописи (Handbuch der deutschen und niederländischen Malerschulen). 1862
- Самые выдающиеся произведения живописи в Вене (Die vornehmsten Kunstdenkmäler in Wien). В 2-х т., Вена, 1866—1867
- Коллекция живописи Императорского Эрмитажа в Санкт-Петербурге (Die Gemäldesammlung in der Kaiserlichen Ermitage zu St.-Petersburg…). Мюнхен, 1864; 2-е издание: СПб., 1870
- Малые сочинения (Kleine Schriften). Собраны и изданы Альфредом Вольтманом, Штутгарт, 1875. С приложением биографии Ваагена[11].